# Капрезе (торт)
«Капрезе» (італ. caprese, torta caprese — літер. «каприйський») — італійський шоколадно-горіховий торт, особливо популярний в Неаполі. Названий на честь острова Капрі, звідки він бере свій початок.

## Приготування
Існує багато варіацій торта «Капрезе», але основний рецепт полягає в тому, щоб змішати розм'якшене масло з цукром, потім додати яєчні жовтки і після цього інгредієнти: дрібно подрібнений мигдаль, розтоплений на водяній бані шоколад і збиті яєчні білки. Характерною особливістю рецепта і торта є відсутність у ньому борошна. Після випічки торт виходить м'яким усередині та з твердою скоринкою зовні. Зазвичай посипається зверху цукровою пудрою.

## Історія та легенди
Про походження торта розповідають багато легенд. Одна з найпопулярніших свідчить, що австрійська принцеса, яка вийшла заміж за короля Неаполя, захотіла скуштувати австрійський торт «Захер», але неаполітанські кухарі не знали цього рецепта, вони імпровізували, використовуючи типовий неаполітанський інгредієнт — мигдаль.
Інша легенда оповідає про кондитера з 1920-х років, який забув додати борошно в мигдальний торт, який він готував на замовлення туристів. Але туристам торт дуже сподобався, і його слава стала зростати. Це згадується як «одна з найщасливіших помилок історії» (італ. uno dei pasticci più fortunati della storia). За однією з версій цієї легенди, цими туристами були гангстери Аль Капоне, які припливли на Капрі, щоб закупити італійські гамаші, в яких дуже любив хизуватися їхній шеф, а кулінара звали Карміне Ді Фіоре.
На думку інших, помилку в приготуванні торта припустився Капоккьяно, помічник кухаря-кондитера при фешенебельному ресторані Fontelina, який існує на Капрі донині.
Ще одна розповідь приписує винахід торта в 1930-х роках двом австрійкам, спадкоємцям німецького художника Августа Вебера, який довгий час жив на острові у своїй віллі у мальовничій бухті Марина Піккола. У дні їхнього перебування на цьому острові жінки вирішили приготувати улюблений торт «Захер», замінивши при цьому пшеничне борошно на мигдальне.
Загалом багато авторів сходяться на тому, що торт «Капрезе» був уперше створений туристичною індустрією острова Капрі для гостей острова. Спочатку його, найімовірніше, подавали до чайних. Оскільки він ставав все популярнішим, ресторани теж включили його до свого меню.